# Imilcone (generale)
Imilcone (fl. III secolo a.C.) è stato un condottiero cartaginese.
Nel 250 a.C., durante la Prima guerra punica, difese vigorosamente la città di Lilibeo, durante l'assedio della flotta dei Romani.